# Huanghua
Huanghua léase Juáng-Juá (en chino simplificado, 黄骅市; pinyin, Huánghuá shì) es una municipio  bajo la administración directa de la ciudad-prefectura de Cangzhou. Se ubica en la provincia de Hebei, este de la República Popular China. Su área es de 1545 km² y su población total para 2010 fue más de 500 mil habitantes.
En 1945, para conmemorar al líder militar Huang Hua asesinado en 1943, el condado Xinqing (新青县) pasó a llamarse al nombre actual, y en 1989 fue designado como una ciudad a nivel de condado.

## Administración
El municipio de Huanghua se divide en 14 pueblos que se administran en 3 subdistritos, 4 poblados y 7 villas.